# Кальдаро-сулла-Страда-дель-Вино
Кальдаро-сулла-страда-дель-Вино (Кальтерн-ан-дер-Вайнштрассе; итал. Caldaro sulla strada del vino, нем. Kaltern an der Weinstraße) — коммуна в Италии, располагается в регионе Трентино — Альто-Адидже, в провинции Больцано. Недалеко от Кальтерн находится озеро Кальтерер Зее.
Население составляет 7215 человек (на 2004 г.), плотность населения составляет 146 чел./км². Занимает площадь 47 км². Почтовый индекс — 39052. Телефонный код — 0471.
Покровительницей коммуны почитается Пресвятая Богородица, Её Успение особо празднуется 15 августа.

## Города-побратимы
- Хеппенхайм, Германия (1971)